# Variraptor

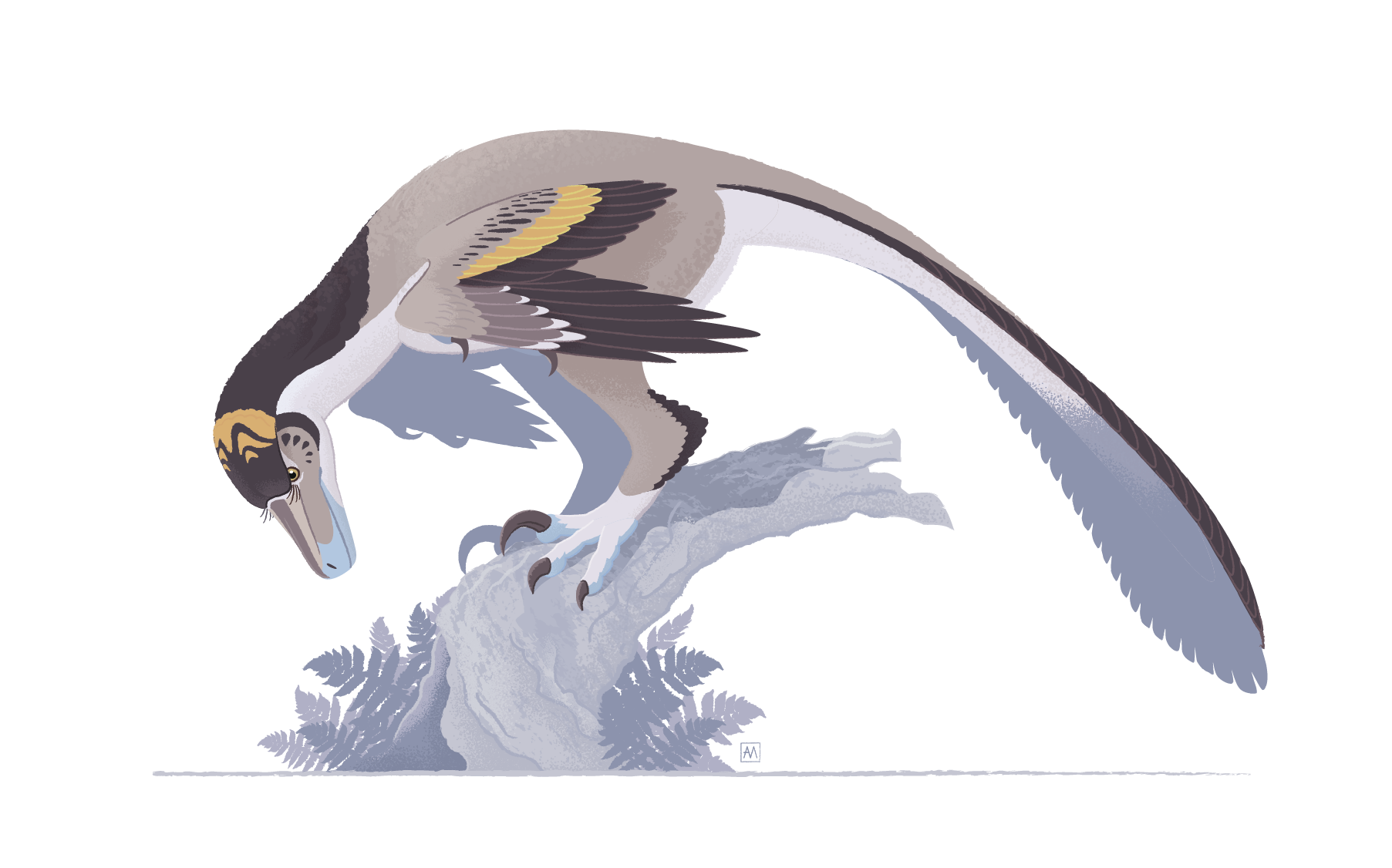
Variraptor mechinorum

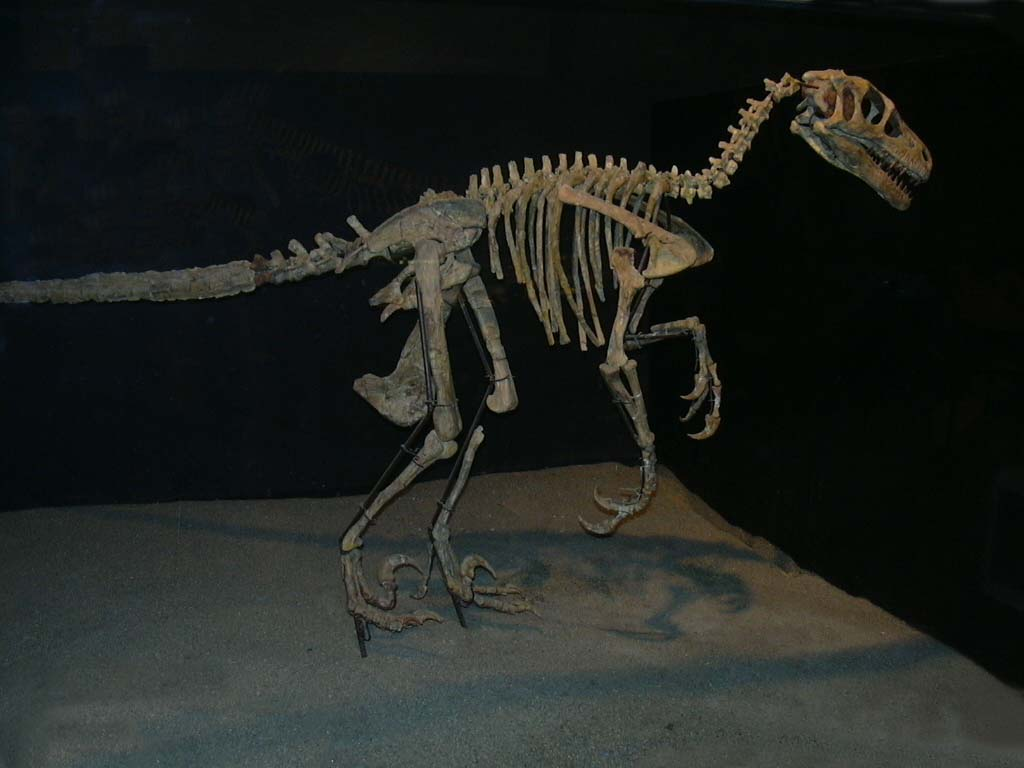
Reconstructie van het skelet

Variraptor mechinorum is een uitgestorven vleesetende theropode dinosauriër, behorend tot de groep van de Coelurosauria, die tijdens het Laat-Krijt leefde in het gebied van het huidige Frankrijk.

## Vondst en naamgeving

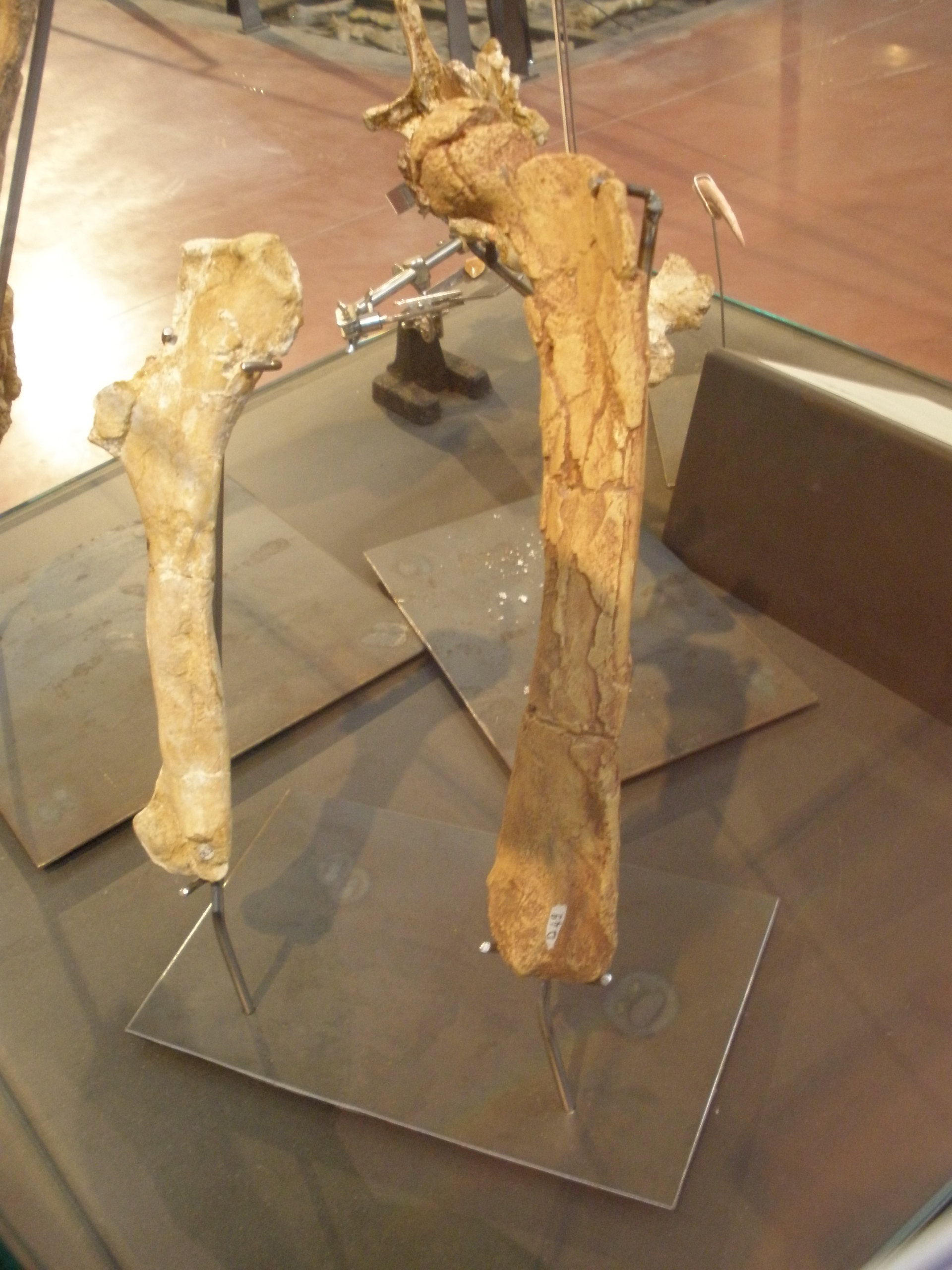
Een opperarmbeen en een dijbeen die mogelijk van Variraptor zijn

Tussen 1992 en 1995 groeven de amateurpaleontologen Patrick Méchin en Annie Méchin-Salessy bij Fox-Amphoux in de vallei van de Var wat botten op van een kleine roofsauriër. De eerste vondsten werden al in 1992 beschreven en toegewezen aan Elopteryx. Het ging om vondsten bij Metisson en daarbij om enkele ribben gevonden bij Roques-Hautes. Een tweede artikel werd in 1997 aan de fossielen gewijd, daarbij werden aanvullende vondsten gemeld bij La Bastide Neuve. Er werd geconcludeerd dat het om een nieuwe soort moest gaan.
In 1999 benoemden Eric Buffetaut en Jean Le Loeuff voor de botten de typesoort Variraptor mechinorum. De geslachtsnaam verbindt de naam van de Var met een Latijns raptor, 'rover'. De soortaanduiding eert het echtpaar Méchin.
Het typespecimen bestaat uit twee syntypen: MDE-D168, een dertiende ruggenwervel en MDE-D169, een sacrum (heiligbeen) van vijf vergroeide sacrale wervels. Verder werden bij de gelegenheid als paratypen aangewezen: MDE-D01, een voorste ruggenwervel; MDE-D158, een opperarmbeen en MDE-D203, een stuk dijbeen. De syntypen zijn gevonden in La Bastide Neuve, een vindplaats in de Grès à Reptiles-formatie daterend uit het Campanien-Maastrichtien, ongeveer zeventig miljoen jaar oud. Ze maken deel uit van de collectie van het Musée des Dinosaures d'Espéraza en de particuliere Collection Méchin. De paratypen stammen uit Metisson. In 1999 en 2009 zouden nog verschillende tanden, klauwen, een ellepijp, een dijbeen en een sacrum beschreven worden. Dit aanvullende materiaal komt uit verschillende locaties bij Massecaps, Combebelle en Saint-Pons-de-Thomières. In 2009 werd ook gesteld dat CM-645, een darmbeen, van hetzelfde individu was als het heiligbeen van de syntypen. Op dat moment was echter niet meer duidelijk of zulke vondsten werkelijk aan Variraptor behoorden want er had zich een concurrent aangediend
De benoeming van Variraptor zou niet onomstreden blijven. Ronan Allain en Philippe Taquet hadden ook een roofsauriër opgegraven uit dezelfde lagen. In 2000 stelden ze dat Variraptor wegens het ontbreken van onderscheidende kenmerken een nomen dubium was en benoemden hun vondsten als de nieuwe soort Pyroraptor. In 2009 verdedigden Buffetaut en Phomphen Chanthasit echter de geldigheid van Variraptor; het ontbreken van overlappend materiaal maakte het onmogelijk om vast te stellen of Pyroraptor daarvan slechts een jonger synoniem was. Dat er twee verschillende typen ellepijp gevonden waren, wees erop dat vormen weleens verschillend konden zijn.

## Beschrijving

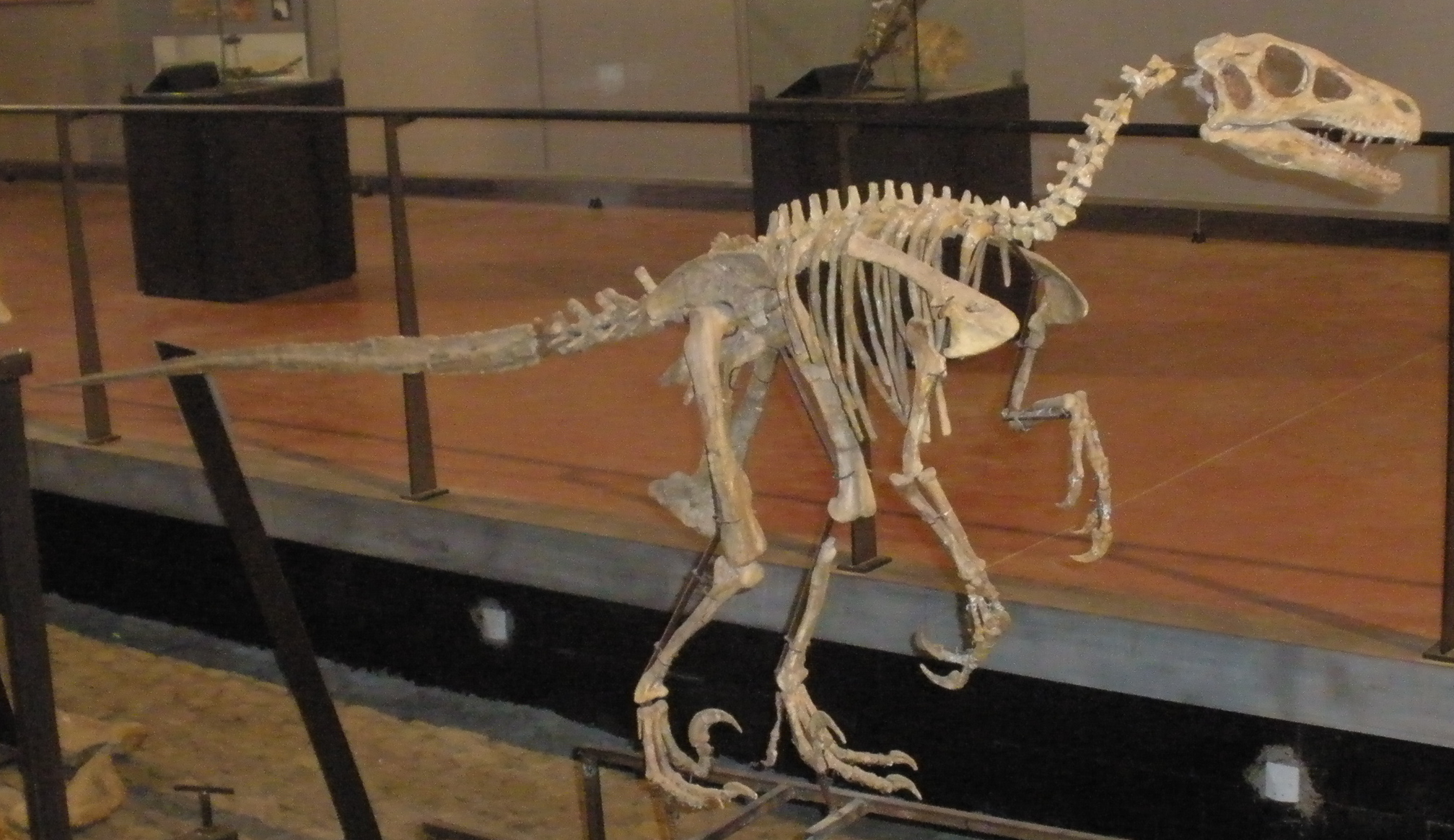
Een reconstructie

Variraptor moet een klein dier geweest zijn, ruim twee meter lang. Het sacrum is zestien centimeter lang, het darmbeen 23 centimeter, het opperarmbeen 19,5 centimeter. Vermoedelijk was het een warmbloedige bevederde jager met een sikkelklauw aan de voet.

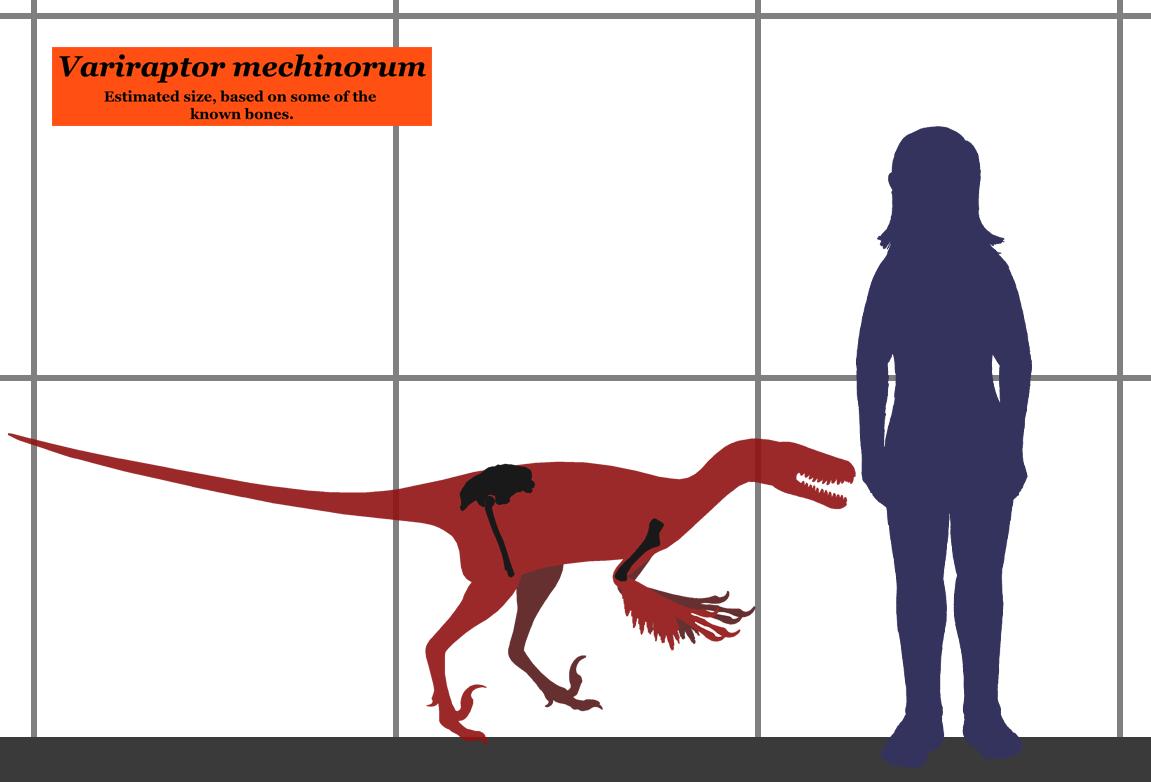
Een groottevergelijking met een mens

Unieke afgeleide kenmerken zijn moeilijk vast te stellen maar de soort is in ieder geval te onderscheiden door althans een unieke combinatie van eigenschappen. De pleurocoelen, uithollingen aan de zijden van de wervels, zijn vrij klein, vormen één paar per zijde en zijn ver naar achteren gelegen. De wervels van de rug zijn relatief kort. Het heiligbeen heeft maar vijf wervels en is niet gewelfd. Misschien is het erg kort en smal zijn van de derde en vierde sacrale wervel een echt uniek kenmerk.

## Fylogenie
Variraptor werd oorspronkelijk ingedeeld bij de Dromaeosauridae. Oliver Rauhut daarentegen meende dat geen preciezere determinering mogelijk was dan een algemener Coelurosauria en vreesde zelfs dat de syntypen niets met elkaar te maken hadden zodat de soort een chimaera zou zijn. Latere onderzoekers wezen er echter op dat de combinatie van vijf vergroeide sacrale wervels en pleurocoelen slechts voorkomt bij de dromaeosauriden. Een exacte cladistische analyse wees op een basale positie in de engere Dromaeosaurinae.